# Ballade (Lied)
Ballade ist ein Lied der kosovarischen Rapperin Loredana, in Zusammenarbeit mit der deutschen Rapperin und Sängerin Céline.

## Entstehung und Artwork
Geschrieben wurde Ballade unter anderem von den beteiligten Interpreten Céline Dorka und Loridana Zefi (Loredana) sowie den Koautoren Joshua Allery (Miksu), Laurin Auth (Macloud), Smajl Shaqiri, Alexander Wagner (SaruBeatz) und dem Produzententeam Beatgees (bestehend Philip Böllhoff, Hannes Büscher, Sipho Sililo und David Vogt). Die Produktion erfolgte durch die Zusammenarbeit der Beatgees und dem Produzentenduo Miksu/Macloud. Das Produzententeam Beatgees zeichnete darüber hinaus für die Abmischung zuständig. Gemastert wurde das Lied unter der Leitung des Berliner Tontechnikers Lex Barkey.
Auf dem Frontcover der Single sind – neben dem Liedtitel – Céline und Loredana zu sehen. Vom Betrachter aus gesehen steht Loredana links in einem schwarzen Outfit mit weißen Akzenten und Céline rechts in einem weißen Outfit mit schwarzen Akzenten. Die Bildaufnahme entstand beim Dreh zum dazugehörigen Musikvideo, in dem sie die gleichen Outfits tragen.

## Veröffentlichung und Promotion
Die Erstveröffentlichung von Ballade erfolgte als digitale Single zum Download und Streaming am 27. Mai 2022. Sie erschien als Einzeltrack unter dem Musiklabel Believe Music und wurde durch Groove Attack vertrieben. Verlegt wurde das Lied durch die Edition Kray und den Hanseatic Musikverlag. Neben der digitalen Single erschien auch ein limitiertes Bündelangebot, dass aus einer Single-CD und einem schwarzen oversize Unisex-Shirt mit Aufdruck besteht.
Erstmals bekannt wurde die Zusammenarbeit am 22. Mai 2022, als Céline einen Beitrag auf Instagram hochlud, in dem folgender Chatverlauf zu lesen war:
- Loredana: „Céline was geht? Bin beim Videodreh für die neue Single … willst du einfach spontan rein mit auf dem Song? 😂“
- Céline: „Hey was geht? Wie meinst? 🤪“
- Loredana: „Kriegen wir hin. Komm einfach vorbei :P Wenn du dich traust“
- Céline: „😂😂😂“[6]

In den folgenden Tagen bis zur Veröffentlichung lud Céline weitere gemeinsame Bilder und Teaser von sich mit Loredana hoch. Loredana selbst setzte nur einen Beitrag am Veröffentlichungstag ab.

## Inhalt
| „Denn egal, wie weit du gehst, ich vertrau’ dir blind. Und alles, was ich habe, leg’ ich in deine Arme. Ich hoffe du verstehst, was du für mich bist. Ich kann es dir nicht sagen, deshalb sing’ ich ’ne Ballade. Für dich.“ – Refrain, Originalauszug | Der Liedtext zu Ballade ist in deutscher Sprache verfasst. Die Musik wurde vom Produzententeam Beatgees, dem Produzentenduo Miksu/Macloud, SaruBeatz und Smajl Shaqiri komponiert; der Text von Céline, Loredana, Macloud, SaruBeatz und Shaqiri geschrieben. Musikalisch bewegt sich das Lied im Bereich des Raps, stilistisch im Bereich des deutschen Hip-Hops. Das Tempo beträgt 90 Schläge pro Minute. Die Tonart ist F-Dur. Inhaltlich ist Ballade ein Liebeslied („Butterfly springt, Schmetterlinge im Bauch.“), in dem es darum geht, dass man die Gefühle gegenüber einer anderen Person nicht in Worte verpacken kann und stattdessen eine „Ballade“ schreibt („Ich kann es dir nicht sagen, deshalb sing’ ich ’ne Ballade.“). Aufgebaut ist das Lied auf einem Intro, drei Strophen und einem Refrain. Das Intro besteht darin, dass Loredana mit verzerrter Stimme die Produzenten „Miksu“ und „Macloud“ nennt. Darauf folgt die erste Strophe, die aus vier Zeilen besteht und von Loredana gerappt wird. Auf die erste Strophe folgt erstmals der Refrain, der ebenfalls alleine durch Loredana interpretiert wird. An den ersten Refrain schließt sich die zweite Strophe an, deren ersten Teil beziehungsweise sechs Zeilen von Céline gerappt werden, der zweite Teil wird von Loredana gerappt und die Abschlusszeile durch beide interpretiert. Auf die zweite Strophe folgt erneut der Refrain, der diesmal alleine von Céline gesungen wird. Die darauffolgende dritte Strophe besteht aus dem ähnlichen Aufbau wie die zweite, nur das diese verkürzt ist und diesmal Loredana beginnt und Céline den zweiten Teil übernimmt. Nach der dritten Strophe endet das Lied mit dem dritten Refrain, der diesmal von beiden gesungen wird, allerdings aufgeteilt wie die dritte Strophe. Neben dem wiederkehrenden Refrain, endet jede Strophe mit der Zeile „Ja, wir beide sind Gang“. Laut raptastisch.net handelt es sich hierbei um den ersten Titel von Loredana, bei dem ihre Gesangsstimme ohne Autotune zu hören sei. Via Instagram erklärt sie selbst, dass Miksu und Macloud sie dazu überredet hätten. |

## Musikvideo
Das Musikvideo zu Ballade wurde in Berlin gedreht und feierte seine Premiere auf YouTube am 27. Mai 2022. Es lässt sich in zwei Abschnitte unterteilen, die immer im Wechsel zu sehen sind. Zum einen zeigt es die beiden Künstlerinnen auf einer Drehscheibe, die seitlich wie ein Raum aufgebaut ist. Auf der Scheibe befindet sich ein Sofa, eine Stehleuchte und ein Tisch mit Schmuck. Zum anderen sieht man die beiden in der Mitte eines Kreises, der aus großen Buchstaben besteht und Loredanas Vornamen bildet. Die Gesamtlänge des Videos beträgt 2:37 Minuten. Regie führte der Berliner Regisseur Jonas Vahl. Bis Juni 2022 zählte das Musikvideo über 900 Tausend Aufrufe bei YouTube.

## Mitwirkende
| Liedproduktion - Joshua Allery (Miksu): Komponist, Musikproduzent - Laurin Auth (Macloud): Liedtexter, Komponist, Musikproduzent - Lex Barkey: Mastering - Beatgees: Abmischung, Komponist, Musikproduzent - Céline Dorka: Gesang, Liedtexter, Rap - Smajl Shaqiri: Komponist, Liedtexter - Alexander Wagner (SaruBeatz): Komponist, Liedtexter - Loridana Zefi (Loredana): Gesang, Liedtexter, Rap Unternehmen - Believe Music: Musiklabel - Edition Kray: Verlag - Groove Attack: Vertrieb - Hanseatic Musikverlag: Verlag | Musikvideo (Auswahl) - Hely Doan: Friseur, Visagist - Özlem Duyan: Filmproduzent - Sellma Kasumoviq: Visagist - Ciro Kavouras: 1. Kameraassistent - Hendrik Kiewitt: 2. Kameraassistent - Mai Lasan: Farbkorrektur - David Löcker: Kreativdirektor - Konrad Losch: Kameramann - Joran Ost: Oberbeleuchter - Eugenio Perazzo: Szenenbildner - Serena Pompei: Stylist - Marten Schröder: Filmeditor - Soshwan: Friseur - Jonas Vahl: Regisseur |

## Rezeption

### Rezensionen
Béla Gerardu von rap.de beschrieb die Komposition von Ballade als „zurückhaltend“, aber auch „einzigartig“, auf dem die Gesangspassagen von Céline und Loredana passend begleitet würden.

### Charts und Chartplatzierungen
Ballade stieg am 3. Juni 2022 auf Rang 26 in die deutschen Singlecharts ein und erreichte dabei seine Höchstplatzierung. In der Folgewoche belegte die Single noch Platz 76, ehe sie aus den Charts fiel. In Österreich und der Schweiz konnte sich das Lied lediglich eine Woche in den Charts platzieren und erreichte dabei den 51. Rang beziehungsweise Platz 75.
Loredana erreichte als Interpretin hiermit zum 31. Mal die Schweizer Singlecharts sowie zum 28. Mal in Deutschland und zum 26. Mal in Österreich. Als Autorin ist Ballade ihr 30. Single-Charterfolg in der Schweiz sowie ebenfalls der 28. in Deutschland und 26. in Österreich. Für Céline ist es als Autorin und Interpretin der neunte Charthit in Deutschland, nach Tränen aus Kajal der zweite in Österreich sowie der erste in der Schweiz. Damit platzierte sich erstmals eine Single von ihr gleichzeitig in allen D-A-CH-Staaten. In Österreich egalisierte sie mit Ballade ihre beste Single-Chartplatzierung.